# Lysirude nitidus
Lysirude nitidus är en kräftdjursart som först beskrevs av Alphonse Milne-Edwards 1880.  Lysirude nitidus ingår i släktet Lysirude och familjen Raninidae. Inga underarter finns listade i Catalogue of Life.